# بي أس أيه انترناشيونال
بي أس أيه انترناشيونال (PSA International Pte Ltd) هي واحدة من أكبر مشغلي الموانئ في العالم. [1] وهي تشارك في مشاريع الموانئ عبر آسيا وأوروبا والأمريكتين مع عمليات رئيسية في PSA Singapore و PSA Antwerp. يتم تنظيم موظفيها في سنغافورة في إطار اتحاد عمال الموانئ في سنغافورة (SPWU) واتحاد مسؤولي الموانئ (POU).

## وصلات خارجية
- موقع بي أس أيه انترناشيونال